# NK Lipovac
NK Lipovac je nogometni klub iz Lipovca u općini Nijemci. 

## Povijest
Nogometni klub Lipovac osnovan je 1956. godine pod imenom LSK (Lipovački Sportski Klub), a od 1996. godine nosi naziv NK Lipovac. Dvije godine prije službenog osnivanja kluba (1954. godine), u Lipovcu se spominje NK Seljak Lipovac. U sezoni 2017./18. klub ispada u 3. ŽNL Vukovarsko-srijemsku NS Vinkovci. Nakon ispada, na predsjedničko mjesto dolazi Ivo Marić-Blekić koji okuplja mlađu ekipu, osniva juniore nakon dužeg vremena te planira vratiti klub u 2. ŽNL. Kandidaturu za 1.mjesto u sezoni 2018./19. ističe NK Lipovac, NK Čelik Gaboš te Hajduk-Mirko iz Mirkovaca. Većinu vremena klub provodi na 1.mjestu, sve do derbija 26. svibnja 2019. koji se igrao u Lipovcu protiv Hajduk-Mirko pred 250 gledatelja. Unatoč većim prijetnjama, neiskorištenim penalom Lipovac gubi utakmicu 1:0 što se na kraju ispostavilo dovoljnim da Mirkovčani budu prvaci. Lipovac i Gaboš su zadnjem kolu odlučivali tko će biti doprvak i ići u 2. ŽNL. Na domaćem terenu Lipovac pobjeđuje 3:2 i odlazi u 2. ŽNL.
Trenutačno se natječe se u 2. ŽNL Vukovarsko-srijemskoj.

## Vanjske poveznice
- Lipovac planira vrh  Arhivirana inačica izvorne stranice od 5. ožujka 2009. (Wayback Machine)